# Dziennik Serafiny
Dziennik Serafiny. Z autografu spisał B... B... – współczesna powieść obyczajowa Józefa Ignacego Kraszewskiego, napisana w tzw. drezdeńskim okresie twórczości, wydana w 1876 we Lwowie. 
Pisarz zastosował w niej manierę uwiarygodniającą opowieść, przedstawiając ją jako opracowane przez siebie, autentyczne zapisy pamiętnika przypadkowo znalezionego w parku w Vichy, spisanego ówczesną pokaleczoną polszczyzną. Wcześniej ten sam zabieg zastosował tworząc Pamiętnik panicza. Oba utwory łączą liczne podobieństwa, włącznie z zamysłem dydaktycznym i wymową ideową, zawierającą surową krytykę środowisk ówczesnej elity. 

## Treść
15 marca roku 18.. anonimowa Serafina za przykładem z koleżanek z pensji zaczyna pisać dziennik. Wobec braku tematów w jednostajnym życiu pensjonarki, początkowo opisuje swe dzieciństwo i pochodzenie. Sytuację nagle zmienia przyjazd pięknej i wytwornej matki, która zabiera ją do domu, by wprowadzić w świat i korzystnie wydać za mąż. Rodzicielka starannie przygotowuje ją do przeznaczonej roli, okazując dbałość o odpowiedni jej wygląd, zachowanie i obejście. Serafina początkowo nie jest świadoma, że rola ta ma polegać na przywabianiu zamożnych mężczyzn do siebie i do matki, liczącej na cudze utrzymanie i mającej wciąż duże finansowe potrzeby. Bohaterka powoli jednak odkrywa, że matka nie jest tak zamożna, jak wskazywałby na to zbytek, jakim się otacza, a mężczyźni z ich otoczenia nie są jedynie dobrymi wujaszkami…

## O powieści
Główną zaletą Dziennika jest nietypowe ujęcie narracyjne, gdy wydarzenia relacjonowane są z punktu widzenia tytułowej bohaterki – młodej, urodziwej i posażnej panny, opuszczającej mury pensji i powracającej do rodzinnego domu, by cieszyć się bujnym życiem towarzyskim i wyjść za mąż „robiąc świetną partię”. Pomysł ten pisarz mógł zapożyczyć z wydanego nieco wcześniej Pamiętnika Wacławy (1871) Elizy Orzeszkowej. Podobnie jak Orzeszkowa, Kraszewski ukazuje zderzenie bezwzględnej rzeczywistości z naiwnymi wyobrażeniami pensjonarki, edukowanej w myśl zasad tamtej epoki. Latami izolowana na pensji od zewnętrznego świata Serafina często opacznie tłumaczy sobie motywy ludzkiego postępowania, nie będąc też świadoma konsekwencji takich działań. Ostatecznie prowadzi to do dramatycznego zderzenia błędnej interpretacji zdarzeń przez naiwną pannę z prawdziwą wymową brutalnych faktów. Wincenty Danek, jeden z największych dwudziestowiecznych badaczy twórczości Kraszewskiego, nazwał Dziennik Serafiny (i powstały w tym samym czasie Pamiętnik panicza) „popisem sztuki narratorskiej Kraszewskiego”.